# Mirwais Saddik

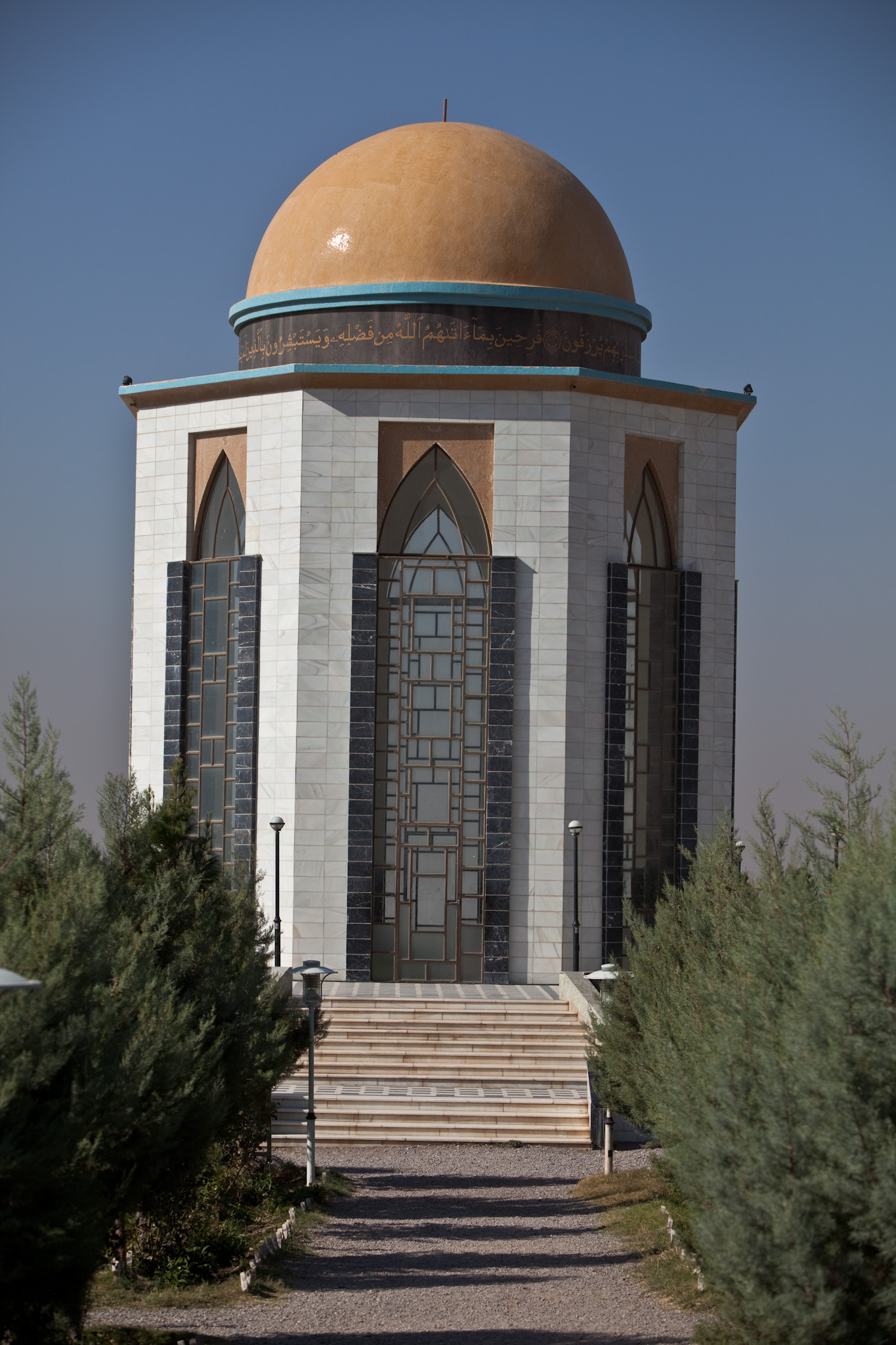
Mauzoleum ministra

Mirwais Saddik (ur. 1973, zm. 21 marca 2004 w Heracie, zachodni Afganistan), polityk afgański.
Był synem wpływowego gubernatora prowincji Herat, Ismaila Chana. Pełnił w rządzie Afganistanu (kierowanym przez prezydenta Karzaja) funkcję ministra lotnictwa cywilnego (od 2002).
Został zabity w niejasnych okolicznościach w Heracie; według jednej z wersji zginął w swoim samochodzie wraz z dwoma policjantami w ostrzale rakietowym, według innej - po wtargnięciu do siedziby wojsk rządowych, nad którymi kontrolę próbował przejąć jego ojciec. Wydarzenia w Heracie spowodowały wybuch zamieszek, w których zginęło ponad 100 osób.